# Corneille Bauchau
Corneille Joseph Bauchau (Namen, 17 april 1755 - Leuven, 4 mei 1835) was een Naams rechter, edelman en burgemeester.

## Levensloop
Bauchau, telg uit het geslacht Bauchau, studeerde rechten en werd in 1788, als trouw aanhanger van de jozefistische keizer, benoemd tot rechter in Namen.
Vanaf de intrede van de Franse troepen verzekerde hij hen van zijn medewerking en werd in augustus 1794 benoemd tot bestuurder van de provincie Namen en in oktober tot burgemeester van Namen.
Bauchau werd benoemd tot rechter bij de rechtbank in Namen. Hij werd vervolgens bevorderd tot raadsheer aan het Hof van Cassatie in Parijs. In 1809 werd hij, zoals de meeste leden van dit hof, in de empireadel opgenomen als ridder.
Een later familielid (uit een andere tak), Pierre Bauchau, werd in 1973 in de erfelijke adel opgenomen met de titel van ridder, overdraagbaar bij eerstgeboorte.